# Sincil Bank
Die Sincil Bank ist das Fußballstadion von Lincoln City (offiziell: Lincoln City Football Club), einem englischen Fußballclub aus Lincoln, Lincolnshire, Vereinigtes Königreich. Bei den Fans ist es vor allem als The Bank bekannt.
Die derzeitige Zuschauerkapazität beträgt 10.780. Das Stadion wurde 1895 eröffnet und 1999 nach einer Renovierung wiedereröffnet.